# Torture Garden (club)

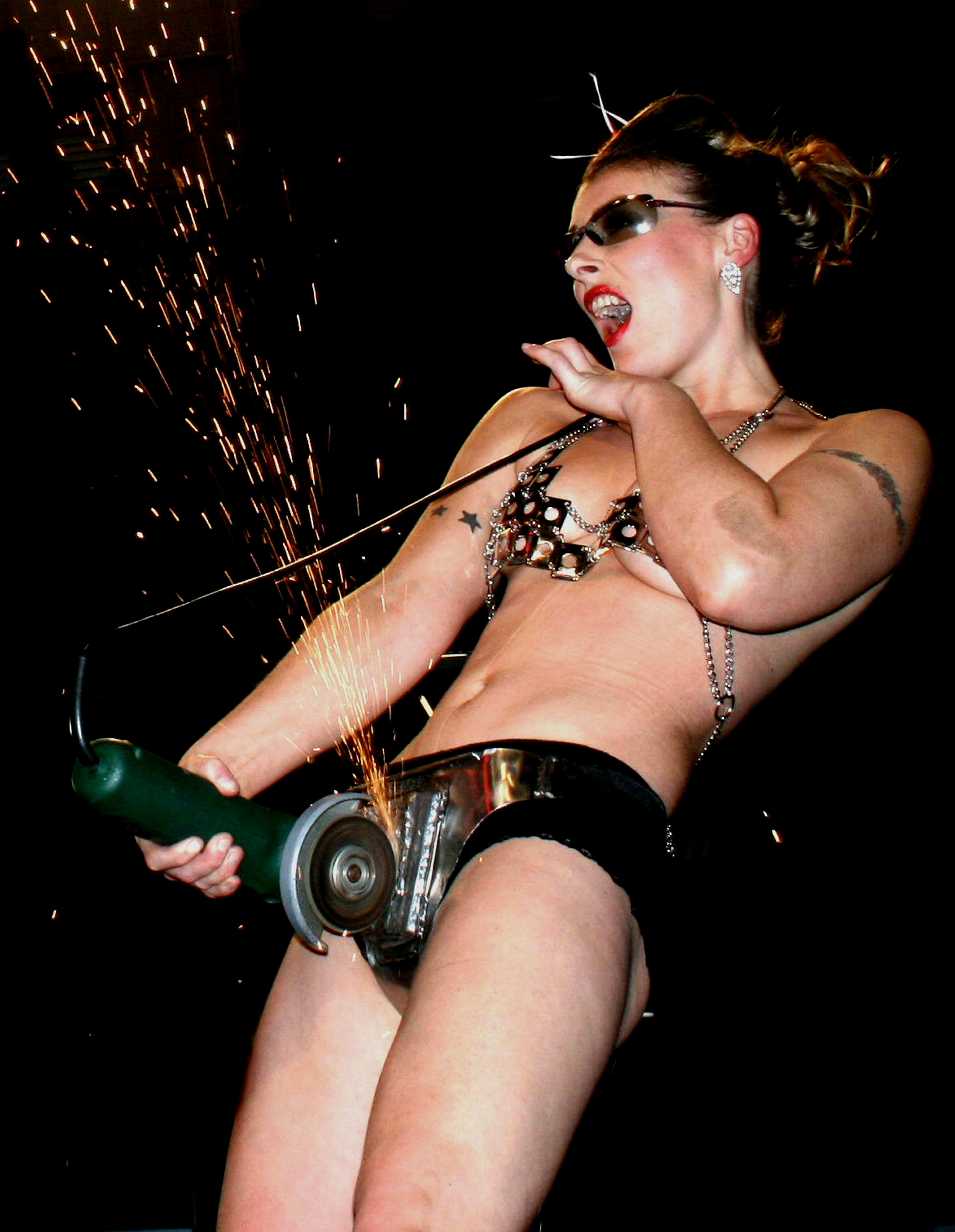
Performance del Erotica UK, similar a la presentada en el club.

Torture Garden es un club fetichista ubicado en Londres (Reino Unido). Se inauguró en 1990 y se ha convertido en el club fetichista más grande de Europa. Cuenta con pistas de baile, actos musicales, artes escénicas, desfiles de moda y una celda de BDSM.
Inicialmente amenazado con el cierre por la policía, en la actualidad es descrito como "legendario" y "una institución capital" por la revista Time Out. También se ha descrito como "una combinación de fetiche, BDSM, arte corporal,  heterosexual, gay, performance, ritual corporal, moda, música tecno-industrial-atmosférica, multimedia y club ciberespacial".

## Atmósfera
El cofundador del club describió la experiencia como "como entrar en una escena de una película", y dijo que "básicamente se trata de la celebración de la sexualidad y la fantasía en un ambiente seguro". La falta de comportamiento intimidatorio o amenazante es característica del club, en contraste con la mayoría de los clubes nocturnos. Hay un código de vestimenta estricto: "Fantasy Fetish, SM, Body Art, drag, goma, cuero o PVC, pero no camisetas de algodón, ropa de calle o ropa de club regular". Esto se ha resumido como "si lo que llevas puesto no hace que te miren en la calle, no te molestes en hacer cola para entrar".

## Eventos
Ha organizado noches de clubes en varias otras ciudades y países, como Edimburgo, Rusia, Grecia y Japón, y también tiene una marca de moda fetichista. Han llevado a cabo espectáculos en vivo como pieza central de la exposición Erotica en Olympia en 2004, y organizado una noche en la galería de arte Barbican Center para coincidir con la exposición Seduced.
Rubber Banned, una exhibición de fotografías de asistentes al club tomadas por el fotógrafo de moda Perou se mostró en Londres y París en 2005.

## Celebridades
Marilyn Manson, Dita Von Teese (que debutó en el Reino Unido en el Torture Garden), el artista de performance Franko B, Jean-Paul Gaultier, Boy George, la banda punk de Fluffy, Jack Dee o Marc Almond han sido algunos de los artistas que han actuado o aparecido en una o varias sesiones del club.